# Louis-Pierre Anquetil
Louis-Pierre Anquetil (Parigi, 1723 – 1806) è stato uno storico francese.
Ecclesiastico, fu catturato e incarcerato durante la Rivoluzione francese, ma continuò lo stesso la sua azione culturale, che lo portò alle simpatie di Napoleone Bonaparte. La sua opera più celebre è indubbiamente l'Esprit de la Ligue ou histoire politique des troubles de la France pendant le XVI et le XVII siècle (1767).